# 울산고등학교
울산고등학교(蔚山高等學校)는 대한민국 울산광역시 중구 복산동에 있는 사립 고등학교이다.

## 학교 연혁
- 1954년 2월 25일 : 학교법인 창강 학원 설립
- 1954년 2월 25일 : 초대 이원상 이사장 취임
- 1954년 4월 1일 : 울산고등학교 개교
- 1954년 4월 1일 : 초대 이기동 교장 취임
- 2019년 7월 12일 : 제5대 장복만 이사장 취임
- 2019년 7월 26일 : 동원교육문화재단으로 법인 변경
- 2023년 3월 1일 : 제6대 김주호 교장 취임
- 2025년 2월 5일 : 제69회 졸업식 (총 졸업생수 24,881명)
- 2025년 3월 4일 : 제72회 입학식 (신입생 186명)

## 참고 자료
- 울산고등학교 - 한국교육학술정보원 학교알리미